# Lee Chong Wei
Lee Chong Wei (Bagan Serai, 1982. október 21.-) profi maláj tollaslabdázó. Egyesben 199 héten keresztül volt a világranglista első helyén. Tollaslabdában férfi egyesben ezüst érmet szerzett a 2008-as és a 2012-es nyári olimpián.